# William D. Ford
William David Ford (Detroit, 6 agosto 1927 – Ypsilanti, 14 agosto 2004) è stato un politico, avvocato e militare statunitense, membro della Camera dei Rappresentanti per lo stato del Michigan dal 1965 al 1995.

## Biografia
Nato a Detroit, Ford intraprese gli studi di legge ma si interruppe nel 1944 per prendere parte alla seconda guerra mondiale come membro della marina statunitense. Dopo la fine della guerra Ford si laureò e lavorò come avvocato per vari anni, servendo contemporaneamente per le riserve dell'Air Force.
Nel 1962 venne eletto come democratico all'interno della legislatura statale del Michigan. Nel 1964 conquistò un seggio alla Camera dei Rappresentanti e gli elettori lo riconfermarono per altri quattordici mandati, fino a quando nel 1994 decise di ritirarsi dopo trent'anni di servizio al Congresso.
Dopo il pensionamento, Ford si ritirò a vita privata e morì nel 2004, all'età di settantasette anni, per le conseguenze di un ictus che lo aveva colpito.